# Li Zongren
Li Zongren, även känd som Li Tsung-jen, född 13 augusti 1890 i Guilin, Guangxi, död 13 januari 1969 i Peking, var en kinesisk nationalistisk politiker, militär och krigsherre som hade stor betydelse under Republiken Kina. Tillsammans med Bai Chongxi utgjorde han den s.k. Guangxi-klicken som hade ett stort politisk inflytande i sydliga Kina och som ibland utmanade Chiang Kai-sheks regim.

## Ungdom
Li Zongren föddes i byn Xixiang nära Guilin; hans far var småskollärare i staden. Li gick med i Sun Yat-sens revolutionära allians "De edsvurnas förbund" (Tongmenghui) 1910, utbildades vid militärhögskolan i Guangxi och sällade sig till krigsherren Lu Rongtings trupper i hemprovinsen under den kinesiska republikens första år.

## Ledare för Guangxi-klicken
Li Zongren gick med i Kuomintang 1923 och ställde sina trupper i Guangxi till förfogande för Sun Yat-sens revolutionära regim i Guangzhou. Li deltog i den Norra expeditionen, vilken gav honom ett tillfälle att stärkla sitt grepp över Guangxi, och 1927 intog hans trupper den viktiga staden Wuhan.
1929 intensifierades Li Zongrens rivalitet med Chiang Kai-shek och följande år utbröt en öppen konflikt där Li allierade sig med Wang Jingwei, Yan Xishan och Feng Yuxiang mot Chiang i det som ofta kallas "kriget om de centrala slätterna". Lis armé intog Yueyang, men jagades slutligen ut ur staden. Efter sitt nederlag drog sig Li tillbaka till Guangxi med sina trupper och ingick en allians med Chen Jitang som var överhuvud över en rivaliserande regering i Guangdong.

## Roll under kinesisk-japanska kriget och inbördeskriget

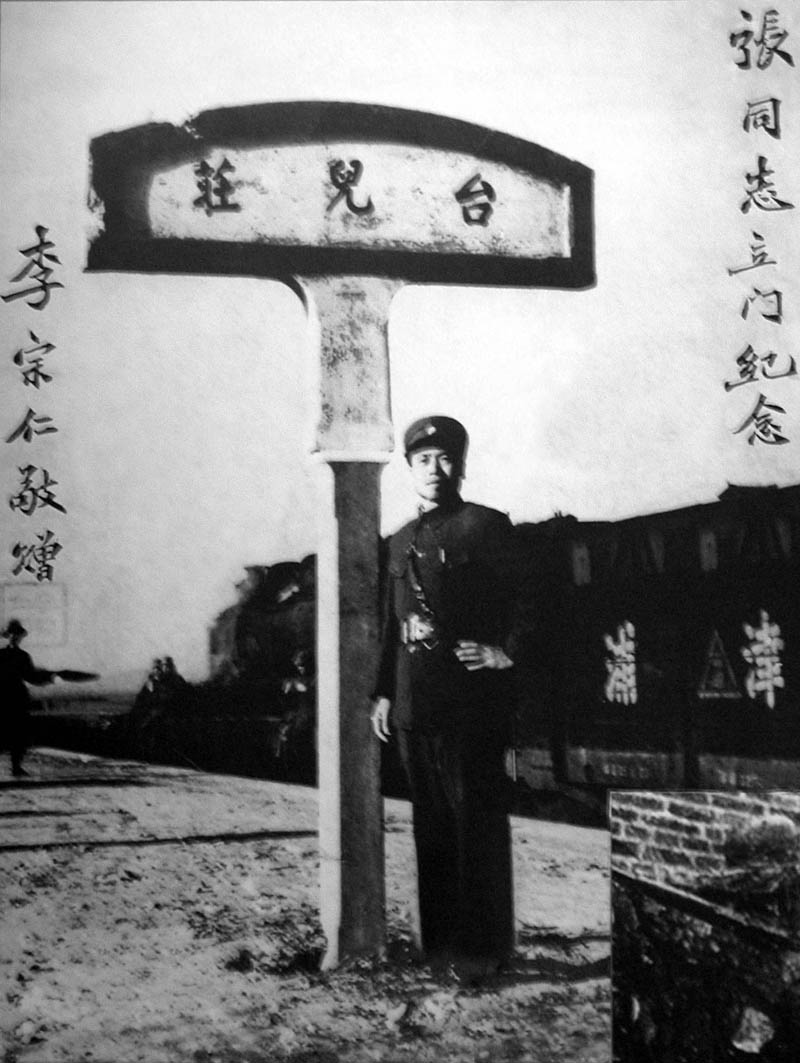
Li poserar vid Tai'erzhuangs järnvägsstation efter segern i slaget om Tai'erzhuang, 1938.

När japanerna invaderade Manchuriet 1931 började de olika fraktionerna inom Kuomintang att enas och under det andra kinesisk-japanska kriget förenade sig Li med Chiang Kai-shek i kampen mot den japanska invasionen och vann bland annat slaget om Tai'erzhuang.
Efter japanernas nederlag 1945 skildes Li från sina uppgifter under det följande kinesiska inbördeskriget. Den 28 april 1948 valdes Li Zongren till vicepresident i Republiken Kina mot Chiang Kai-sheks vilja, då Chiang stött en annan kandidat.
När Chiang avgick som president den 21 januari 1949 på grund av kommunisternas framgångar i inbördeskriget så blev Li interimspresident. Mot Chiangs uttryckliga inrådan försökte han förhandla med kommunisterna, men de lämnade förhandlingsbordet den 20 april och korsade Yangtze-floden följande dag och intog republikens huvudstad Nanking den 23 april. Li flyttade då regeringen till Guangzhou och försökte organisera ett försvar. I november samma år föll Guangzhou till kommunisterna och Chiang Kai-shek flyttade regeringen till Chongqing. Li insjuknade snart och begav sig till New York för läkarvård och fördömde där Chiang Kai-shek som en diktator.

## År i exil och återkomst till det kinesiska fastlandet
I mars 1950 återtog Chiang presidentposten i den nya regeringen som flytt till Taiwan samtidigt som Li återfick formellt sin ställning som vice-president, men 1954 förlorade Li alla sina positioner.
Li Zongren befann sig i exil ända fram till 1965, då han under uppseendeväckande former återvände till det kinesiska fastlandet.

## Verk
- Li, Tsung-jen, and Te-kong Tong. The Memoirs of Li Tsung-Jen. Boulder, Colo.: Westview Press, 1979.